# Armin Vidal
Armin Vidal (* 31. Januar 1944 in Regensburg) ist ein deutscher Ornithologe.

## Leben
1963 machte Armin Vidal Abitur am Albrecht-Altdorfer-Gymnasium in Regensburg, an dem er seit Anfang der 1970er Jahre auch selbst unterrichtete. In den 1980er Jahren war er Berater in Umweltfragen für die bayerische Landesregierung, wobei er sich nachhaltig für eine umweltverträgliche Lösung diverser Großbauvorhaben einsetzte, unter anderem den Donauausbau und den Bau der A 93 bei Regensburg.
Heute ist Armin Vidal Vorsitzender der ornithologischen Arbeitsgemeinschaft Ostbayern. Seine genauen Beobachtungen trugen zu mehreren wissenschaftlichen Arbeiten für die bayerische avifaunische Kommission und den ornithologischen Anzeiger bei. 2003 nahm er am internationalen Wasservogelzählungs-Projekt teil. Das bekannteste ornithologische Buch, an dem er mitarbeitete, ist das Werk Aves Danubii, das sich mit den Wasservögeln im Donaugebiet befasst und sogar in Rumänien publiziert wurde.

## Werke
In der Bayerischen Bibliographie sind zahlreiche seiner Schriften gelistet. Auswahl:
- Der Bestand des Höckerschwans Cygnus olor im Raum Regensburg im Jahr 2002. In: Regensburgische Botanische Gesellschaft (Hrsg.): Acta Albertina Ratisbonensia 52. Naturwissenschaftliches Institut an der Hochschule Regensburg, Regensburg 2005,  S. 29–34. ISSN 0515-2712.
- Erstmalige Brut der Mittelmeermöwe Larus [michahellis] michahellis im Raum Regensburg. In: Regensburgische Botanische Gesellschaft (Hrsg.): Acta Albertina Ratisbonensia 52. Naturwissenschaftliches Institut an der Hochschule Regensburg, Regensburg 2005, S. 35–36. ISSN 0515-2712.
- Die Avifauna der Regenaue nördlich Regensburg vor und nach dem Bau der Bundesautobahn A 93. In: BfN, Bundesamt für Naturschutz (Hrsg.): Natur und Landschaft 74,4. Stuttgart 1999, S. 156–160. ISSN 0028-0615.
- Die ornitho-ökologische Bedeutung der Donau zwischen Straubing und Vilshofen. In: Ist der Donauausbau verfassungswidrig? Ökologisch-rechtliche Fachtagung zum Donauausbau. [Moos] [1996], S. 30–35
- Die Auswirkungen des Ausbaus von Donau und Naab im Raum Regensburg auf die Vogelwelt. In: Natur und Mensch. Nürnberg 1976 (1977), S. 57–62. ISSN 0077-6025.
- Bestandsentwicklung der Brutvögel in der Kulturlandschaft nördlich Regensburg. In: Ornithologischer Anzeiger 36. München 1997, S. 185–196. ISSN 0940-3256.
- Die Brutvögel der Stadt Regensburg und ihre Bestandsentwicklung von 1982 bis 2012. Regensburg 2013. ISSN 0515-2712.